# 홍성원 (가수)
홍성원 (2011년 5월 30일 ~ )은 대한민국의 가수이다.

## 학력
- 서울행현초등학교 졸업
- 의정부 훈민중학교

## 출연작
- 2022년 MBN 《불타는 트롯맨》- Top22
- 2023년 MBN 《불타는 장미단》 - 게스트